# Valery Movchan
Valeriy Ivanovych Movchan (nascido em 14 de junho de 1959) é um ex-ciclista soviético.
Conquistou a medalha de ouro pela União Soviética nos Jogos Olímpicos de Verão de 1980 na prova de perseguição por equipes (4 000 m).